# Devin Bush Jr.
Devin Bush Jr. (Pembroke Pines, Florida, 18 de julio de 1998) es un jugador profesional estadounidense de fútbol americano que se desempeña en la posición de linebacker en Seattle Seahawks, equipo de la National Football League (NFL).

## Carrera
Fue seleccionado en la primera ronda en la Reunión Anual de Selección de Jugadores de la NFL de 2019. Hizo su debut profesional con el equipo Pittsburgh Steelers, en el cual jugó cuatro temporadas (2019-2023), luego pasó a Seattle Seahawks, donde lleva jugando una temporada.